# Norway (Wisconsin)
Norway es un pueblo ubicado en el condado de Racine en el estado estadounidense de Wisconsin. En el Censo de 2010 tenía una población de 7.948 habitantes y una densidad poblacional de 86,03 personas por km².

## Geografía
Norway se encuentra ubicado en las coordenadas 42°47′49″N 88°7′22″O / 42.79694, -88.12278. Según la Oficina del Censo de los Estados Unidos, Norway tiene una superficie total de 92.39 km², de la cual 87.29 km² corresponden a tierra firme y (5.52%) 5.1 km² es agua.

## Demografía
Según el censo de 2010, había 7.948 personas residiendo en Norway. La densidad de población era de 86,03 hab./km². De los 7.948 habitantes, Norway estaba compuesto por el 96.94% blancos, el 0.34% eran afroamericanos, el 0.36% eran amerindios, el 0.44% eran asiáticos, el 0.05% eran isleños del Pacífico, el 0.64% eran de otras razas y el 1.22% pertenecían a dos o más razas. Del total de la población el 2.52% eran hispanos o latinos de cualquier raza.